# Державний народний театр

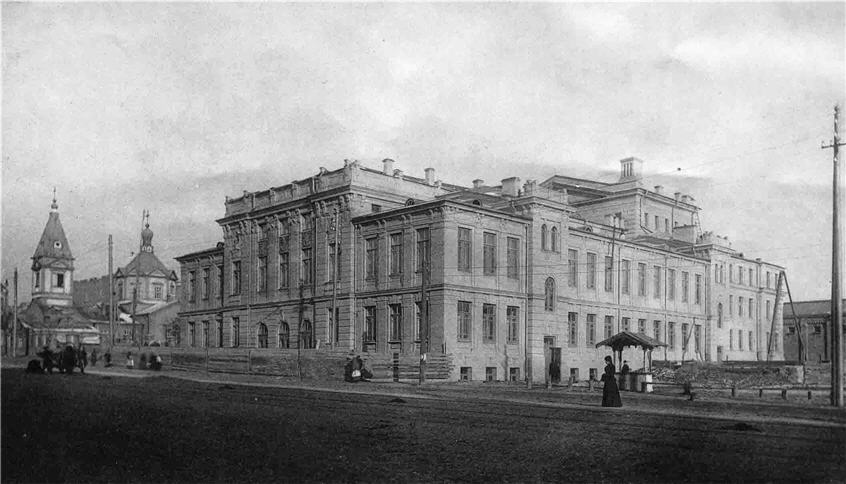
Троїцький народний дім, в якому діяв Державний народний театр

Державний народний театр — український театр, який діяв у Києві 1918—1922 років під керівництвом Панаса Саксаганського.

## Загальні відомості
У серпні 1918 року при Українській Державі з'явився «Законопроєкт про заснування в місті Києві Державного народного театру (в Троїцькому Народному Домі)». Театр фінансувався з держбюджету і користувався правом безмитного одержання всіх необхідних закордонних матеріалів, приладів, знарядь.
До трупи театру, очолюваного корифеєм української сцени Панасом Саксаганським, увійшли відомі українські театральні діячі — Л. П. Ліницька, Ф. В. Левицький, І. Е. Замичковський, Г. П. Затиркевич-Карпинська, О. І. Корольчук, С. Ф. Паньківський, Р. Л. Чичорський, О. Л. Жулинський та інші.
Художник — С. Худяков.
Діяльність театру припинилася навесні 1922 року.
Його спадкоємцем став Театр ім. М. К. Заньковецької (нині — Національний академічний український драматичний театр імені Марії Заньковецької), до якого увійшло основне акторське ядро Державного народного театру.

## Репертуар
українська класика
- «Наталка Полтавка» І. Котляревського
- «Запорожець за Дунаєм» С. Гулака-Артемовського
- «Назар Стодоля» Т. Шевченка
- «Дай серцю волю, заведе в неволю»
- «По ревізії» М. Кропивницького
- «Сава Чалий», «Суєта», «Наймичка», «Безталанна», «Мартин Боруля» І. Карпенка-Карого

твори зарубіжних авторів
- «Розбійники» Ф. Шіллера
- «Урієль Акоста» К. Гуцкова.

У виставі «Розбійники» роль Франца Моора виконував Панас Саксаганський, роль Карла Моора — Б. В. Романицький.